# Prosopeia personata
Prosopeia personata là một loài chim trong họ Psittacidae.